# جائزة ستيرلينغ

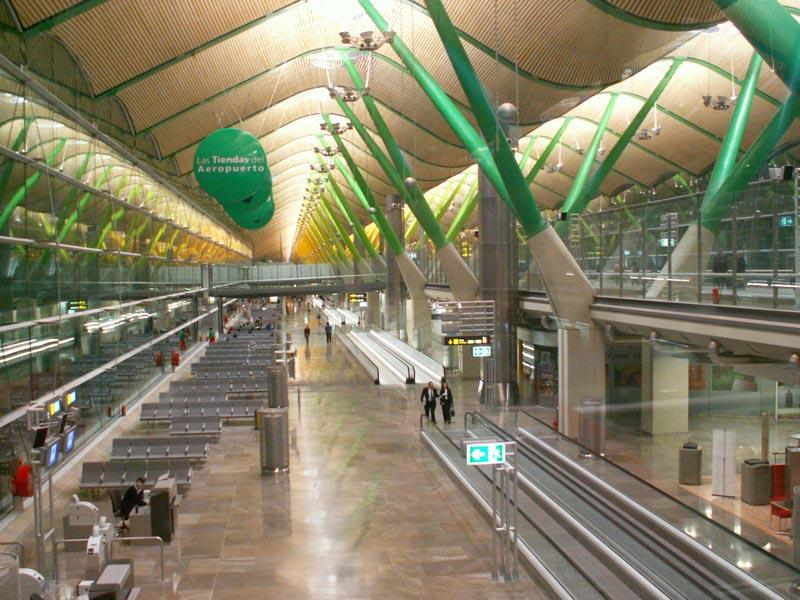
مطار مدريد باراخاس الدولي الصالة 4 الداخلية، ريتشارد روجرز، 2006

المعهد الملكي المعماري البريطاني (جائزة ستيرلينغ) وهي جائزة بريطانية للتميز في الهندسة المعمارية. وسميت على أسم المهندس المعماري جيمس ستيرلينغ، تنظم وتمنح سنويا من قبل المعهد الملكي للمعماريين البريطانيين (RIBA).
يتم تقديم جائزة RIBA ستيرلينغ إلى المعماري عن بنايته التي ساهمت بشكل فعال في تطور العمارة في العام الماضي." ويجب أن يكون المعماري عضو في (RIBA)، ولكن المبنى يمكن أن يكون في أي مكان في الاتحاد الأوروبي. يحصل الفائزين بجائزة ستيرلينغ راتبا من GB £ 20,000.

## تاريخ الجائزة
تأسست هذه الجائزة في عام 1996م، ويقدر أن تكون جائزة الهندسة المعمارية المرموقة في المملكة المتحدة. وتعتبر هذه الجائزة معادلة لجائزة بوكر (الأدب)، وجائزة تيرنر (الفنون البصرية). وبث الحفل تعرض من قبل القناة ال4 وترعى الجائزة من قبل مجلة المهندسين المعماريين ". ويتم اختيار ستة مبان من قائمة طويلة من المباني التي تلقت جائزة (RIBA). وتعطى هذه الجوائز إلى المباني التي تبين "معايير معمارية عالية ومساهمة كبيرة في البيئة المحلية".
بالإضافة إلى جائزة RIBA ستيرلينغ، تعطى خمس جوائز أخرى إلى المباني المختارة من على القائمة الطويلة. في عام 2015م كانت تتكون من: جائزة RIBA الوطنية، وجائزة الإقليمي، وسام مانسر، جائزة ستيفن لورانس والعميلRIBA للجائزة.
لسنوات قبل عام 1996م، كان من المعروف عن الجائزة باسم «بناء للجائزة»

## الفائزون والمراكز الثانية
حسب الأبنية الفائزة بالجائزة السنوية
1987: دار العجزة سانت اوزوالد،نيوكاسل أبون تاين
1991: مدرسة وولديا الابتدائية،لانكشر
1993: معرض ساكلر، لندن
1994: محطة سكة حديد واترلو الدولية، لندن
1995: ملعب جون سميث، هدرسفيلد

## وصلة خارجية
- RIBA Stirling Prize
- Channel 4 - Building of the year